# Tacazzea rosmarinifolia
Tacazzea rosmarinifolia là một loài thực vật có hoa trong họ La bố ma. Loài này được (Decne.) N.E.Br. miêu tả khoa học đầu tiên năm 1902.